# Суперкубок Ємену з футболу 2009
Суперкубок Ємену з футболу 2009  — 3-й розіграш турніру. Матч відбувся 2 листопада 2009 року між чемпіоном Ємену клубом Аль-Гіляль Аль-Сагілі та володарем Кубка Президента Ємену клубом Аль-Аглі (Сана).
| Володар Суперкубка Ємену 2009 |
| ----------------------------- |
|                               |
| Аль-Аглі (Сана) Третій титул  |

## Матч

### Деталі
| 2 листопада 2009 14:45 (EEST) |

| Аль-Аглі (Сана)                               | 3:0 | Аль-Гіляль Аль-Сагілі |
| --------------------------------------------- | --- | --------------------- |
| Аль-Хят 34' (пен.) Аль-Сасі 89' Ель-Накіб 90' |     |                       |

| Аль-Тавра Спортс Сіті Стедіум, Сана |